# 耳尺蛾屬
耳尺蛾屬（學名：Ramobia）是尺蛾科之下的一個屬，舊屬Alcis屬。現時本屬有四個物種，在日本、台灣及泰國皆有發現，當中在台灣發現的還是特有品種。

## 物種
- 鞍馬山耳尺蛾 R. anmashana：在台灣發現[4]
- R. basifuscaria (Leech)：在日本發現[2]
- R. catachrusa Wehrli：在中國西部發現，舊稱Boarmia catachrusa [3]
- R. catocirra Wehrli ：在中國西部發現，舊稱Boarmia catocirra[3]
- R. diodontata Wehrli：在中國西部發現，舊稱Boarmia diodontata[3]
- R. mediodivisa Inoue：在日本[2]青森縣[5]發現
- R. moriutii：在泰國清邁發現[3]